# جودة (الأحساء)
جودة هي بلدة تتبعُ لمحافظة الأحساء في المنطقة الشرقية في المملكة العربية السعودية.

## الموقع
تقع جودة شمال غرب الأحساء، وتبعد عن مدينة الهفوف 130 كيلومترًا، وتقدر مساحة جودة 3600 كيلومتر مربع، هي أحد بلدات وادي المياه. حيث تقع في الطرف الجنوبي من نهاية وادي المياه، يحدها الطريق السريع المتجه من الرياض إلى المنطقة الشرقية غرب مدينة الدمام بمسافة 165 كيلومترًا، وكان يمر بجودة أحد الطرق التي كانت تسلكها الإبل من الأحساء إلي نجد، ويعرف الطريق باسم درب الجودي، وتبعد جودة عن عريعرة اثني عشر كيلومتر وثمانمئة متر،

## أصل التسمية
سميت جودة بهذا الاسم نسبة إلي أرتفاع المياة، وأيضًا بسبب جودة المياة في البلدة سابقًا.

## التاريخ
ذكر المؤرخ حمد الجاسر جودة بقوله: «ويظهر أن اسم جودة كان معروفًا منذ عهد قديم.»، ونقل صاحب مسالك الأبصار، وصاحب نهاية الأرب عن أبو محمد الهمداني في الكلام على حكام الأحساء من آل عصفور من بني عامر الاتي: «دارهم الأحساء والقطيف، وملج، ونطاع، والقرعاء، واللهابة، وجودة، ومتالع.» كما ذكرها الأديب ياقوت الحموي «يجودة: موضع في بلاد بني تميم»، وذكرها الشاعر جرير عند هجاءه ربيعة الجوع فقال:
وقال الشاعر عبدة بن الطبيب:
ويري المؤرخ حمد الجاسر أن يجودة هي جودة الآن حيث قال: «إن من أوضح الأدلة على أن يجودة هي جودة الآن، أن جريراً قرن ذكرها بذكر متالع، الذي لا يزال معروفًا بقربها، ثم إن الموضعين من بلاد بني سعد، كما ورد في ديوان الشاعر وكما هو معروف.»، وبرهن علي ما يفهمه من قول عبدة وهو من بني سعد حيث يفتخر بقومه الذين بجودة بكونهم يحمون الطرقات.
كانت هجرة جودة تعتبر من موارد المياه القديمة.

## الاقتصاد

### الزراعة
بلدة جودة تاتي في المركز الثالث في الزراعة علي مستوي المنطقة الشرقية بعد الأحساء والقطيف، توجد بالبلدة مساحة زراعية كبيرة. يتم إنتاج في جودة التمور، وزراعة الطماطم، والخضروات الورقية.

## المرافق
يوجد في جودة مركز طبي، ويوجد مسجد، كما يوجد مدرسة أبتدائية ومتوسطة للبنات، ومدرسة متوسطة، ومدرسة ثانوية، وروضة تسمي الروضة الأولي بجودة، ويوجد أيضًا مركز جودة.

## آبار
يوجد العديد من الآبار في هجرة جودة أشهرها بئر الحربية الواقع في شمال البلدة، ويحاط البئر بالنخيل، وبئر أخري تسمى بئر الشريعة يقع بجوار البلدة من جهة الجنوب الشرقي، ويحاط ويحاط البئر بالنخيل أيضًا.

## وادي المياه
يُعرف وادي المياه أيضًا باسم وادي العجمان، وهو وادٍ يقع شرق الجزيرة العربية يحده سهل الخليج العربي شرقاً وهضبة الصمان غرباً وبلدة النعيرية شمالاً ويقطع هذا الوادي طريق الرياض الدمام متجهاً لمدينة بقيق.